# Тарасенко Олександр Леонідович
Тарасенко Олександр Леонідович — хоровий диригент, композитор, педагог. Заслужений діяч мистецтв України (1994), музично-громадський діяч, член Всеукраїнської Національної Музичної спілки, Голова Рівненського обласного відділення Всеукраїнської Національної Музичної спілки.

## Життєпис
Народився 12 жовтня 1967 року у селищі Квасилів, Рівненської області в сім'ї службовців. Невдовзі сім'я переїздить в м. Здолбунів, де Олександр закінчує 8 класів загальноосвітньої школи та музичну школу по класу скрипки.
У 1982 році успішно складає вступні іспити на диригентське-хорове відділення Рівненського музичного училища. З успіхом закінчив курс навчання в училищі (диригування — засл. вчитель України Зеленко Г. О., хор-клас — засл. діяч мистецтв України Олійник О. М., диригентська практика — засл. працівник культури України Фесай П. М.).
1986 року вступає на перший курс Вокально-диригентського факультету (кафедра хорового диригування) Національної музичної академії України імені П. І. Чайковського (диригування — Народний артист України проф. Кречко М. М., хор-клас — Народний артист України проф. Муравський П. І.). Після 1-го курсу — служба в ансамблі пісні і танцю Червонопрапорного Західного прикордонного округу на посаді хормейстера ансамблю.
Звільнившись у запас, продовжує навчання в Академії, яке поєднує з працею церковного регента — спочатку як помічник головного регента Свято-Володимирського Кафедрального Собору в Києві, а трохи згодом — регентом Свято-Михайлівського Київського чоловічого монастиря у Видубичах.
По закінченні НМАУ 1992 року повертається в Рівне і приймає запрошення на посаду регента нещодавно відкритого Свято-Воскресенського Кафедрального собору. Під керівництвом О. Тарасенка хор «Воскресіння» у 1992-1993 роках здійснив гастрольні турне містами Баварії (Мюнхен, Аусбург, Кемптен, Оттобойрен, Кауфбойрен, Ульм та інш.). У травні 1993 здобув Першу премії на II-му Всеукраїнському хоровому конкурсі ім. Миколи Леонтовича та дві спеціальні нагороди конкурсу — за найкращу інтерпретацію творів Леонтовича та за найкраще виконання на конкурсі духовної музики, в 2004 злбув ІІІ премію на конкурсі Кафедральних хорів в м. Ам'єн, Франція.
Водночас, з 1992 року Тарасенко О. Л. розпочинає свою педагогічну діяльність як викладач хорових дисциплін у Рівненському музичному училищі, а з 1995 року — у РДІК, згодом РДГУ за сумісництвом. З 1997 р. О. Тарасенко очолює хор Рівненського музичного училища. Під керівництвом О. Тарасенка хор здобув Першу премію на Всеукраїнському конкурсі  ім. М. Леонтовича. В 2000 році здобув  Першу премію  на Всеукраїнському хоровому  конкурсі ім. Д. Січинського (Івано-Франківськ).
У 1994 році здобув почесне звання — заслужений діяч мистецтв України.
У 2005—2006 рр. — головний диригент хору студентів Національної музичної академії України ім. П. І. Чайковського. Під керівництвом О.Тарасенка у листопаді 2005 року хор студентів НМАУ записав CD-диск «О. Кошиць, „Канти і псалми українського народу“». Цей проект був здійснений під патронатом Президентом України В. А. Ющенка.
З 2006 по 2011 рік викладач, з 2010 — доцент, завідуючий кафедрою хорового диригування Рівненського державного гуманітарного університету.
З квітня 2011 р. по серпень 2012 р — директор Рівненської філармонії.
З вересня 2012 року — хормейстер Національної опери України.
Від березня 2013 року — регент Архієрейського хору «Fresco Sonore» Спасо-Преображенського собору в Києві.
У 2021 О. Тарасенко успішно балотувався на посаду художнього керівника хору ім. Верьовки, однак, вигравши конкурс, від посади відмовився